# 施吕瑟尔费尔德
施吕瑟尔费尔德（德語：Schlüsselfeld，發音：[ˈʃlʏsl̩ˌfɛlt] ⓘ）是德国巴伐利亚州上弗兰肯行政区班贝格县的城市，面积70.24平方千米，2023年12月31日人口为6,087人。